# Nancy Kanwisher
Nancy Gail Kanwisher (née en 1958) est titulaire de la chaire Walter A Rosenblith de neurosciences cognitives au département des sciences cérébrales et cognitives du Massachusetts Institute of Technology et chercheuse au McGovern Institute for Brain Research dont elle est membre fondatrice. Elle étudie les mécanismes neuronaux et cognitifs qui sous-tendent la perception visuelle et la cognition humaine.

## Biographie

### Formation universitaire
Nancy Kanwisher obtient sa Licence en biologie en 1980 et son doctorat en sciences cérébrales et cognitives en 1986, au MIT. Elle effectue sa thèse sous la direction de Mary C. Potter et réalise ensuite son travail post-doctoral avec Anne Treisman à l'Université de Californie à Berkeley. Elle devient ensuite enseignante à l'Université de Californie à Los Angeles et à l'Université Harvard. En 1997, elle retourne au MIT pour enseigner au département des sciences cérébrales et cognitives.
Nancy Kanwisher contribue à des publications scientifiques dans le domaine des sciences cognitives, notamment dans les journaux et revues Cognition, Current Opinion in Neurobiology, Journal of Neuroscience, Trends in Cognitive Sciences et Cognitive Neuropsychology. Elle écrit également dans d'autres domaines, en particulier des articles dans le Huffington Post et Actes de l'Académie nationale des sciences, en 2010, sur le conflit israélo-palestinien.
Nancy Kanwisher s'est rasé la tête en plein cours sur la neuroanatomie pour aider ses élèves à mieux retenir les différentes régions fonctionnelles du cerveau.

### Faits marquants et distinctions
Nancy Kanwisher reçoit de nombreuses distinctions pour ses efforts académiques. Elle reçoit la bourse Troland de l'Académie nationale des sciences des États-Unis, en 1999, pour ses recherches sur les relations entre la conscience et le monde physique. Elle reçoit le prix Margaret MacVicar du MIT en 2002, est primée par l'institut national américain de la santé et des services sociaux, en 2016 et reçoit le prix des neurosciences de l'Académie nationale des sciences en 2022.
Elle est membre de l'Académie nationale des sciences (depuis 2005), de l'Académie américaine des arts et des sciences (depuis 2009) et reçoit une bourse de la Fondation MacArthur pour la paix et la sécurité internationale (1986). En juillet 2017, Nancy Kanwisher est élue chercheuse correspondante de la British Academy (FBA), l'académie nationale des sciences humaines et sociales du Royaume-Uni. En janvier 2021, elle reçoit un doctorat honorifique de l'Université d'York, au Royaume-Uni. En 2024, elle est lauréate du prix Kavli de neurosciences, conjointement avec Winrich Freiwald (de) et Doris Tsao (en).

### Recherche
Nancy Kanwisher a une formation en psychologie cognitive, qui étudie le fonctionnement de l'esprit en observant son comportement extérieur. On lui attribue la co-découverte et la caractérisation de l'aire fusiforme des visages (en) (en anglais FFA pour Face Fusiform Area) dans le cerveau humain,. Cette région du gyrus fusiforme a pour fonction la reconnaissance de distinctions fines entre des objets bien connus et, en particulier, les visages. Elle a également co-découvert la zone de lieu parahippocampique (PPA pour Parahippocampal Place Area) , une région du cerveau qui reconnaît les scènes environnementales. Dans ses recherches, elle utilise l'IRM fonctionnelle ,, des méthodes comportementales et la stimulation magnétique transcrânienne. Elle utilise également l'échelle de performance ECOG pour étudier l'audition, le traitement du langage et la perception sociale. Elle donne une conférence TED en 2014 intitulée « A Neural Portrait of the Human Mind ».